# سلمان خورشيد
سلمان خورشيد علم خان (من مواليد 1 يناير 1953) سياسي هندي، ومحامي رفيع المستوى، ومؤلف بارز ومعلم قانون. شغل منصب وزير مجلس الوزراء بوزارة الخارجية الهندية. ينتمي إلى حزب المؤتمر الوطني الهندي. ويعمل كمحام وكاتب  انتخب عن دائرة فروخاباد لوك سابها في الانتخابات العامة لعام 2009. ينتمي إلى منطقة فروخاباد. وقبل ذلك انتخب لعضوية لوك سابها العاشرة (1991-1996) من دائرة فاروخاباد. أصبح نائب وزير التجارة الاتحادي في يونيو 1991 ، وأصبح فيما بعد وزير الدولة الاتحادي للشؤون الخارجية (يناير 1993 - يونيو 1996). بدأ حياته السياسية في عام 1981 كضابط في مهمة خاصة في مكتب رئيس الوزراء، تحت رئاسة وزراء إنديرا غاندي.

## النشأة والتعليم
وُلِد في عليكرة، أوتار براديش، وهو ابن خورشيد علم خان  وزير الشؤون الخارجية بالاتحاد السابق، في حكومة الهند، وحفيد ذاكر حسين، ثالث رئيس للهند. هو من أصل باثان، ويتبع أسلافه إلى قبائل أفريدي وخيشجي.
درس في مدرسة سانت كزافييه الثانوية، باتنا،  مدرسة دلهي العامة، طريق ماثورا. حصل على بكالوريوس (اللغة الإنجليزية والفقه) من كلية سانت ستيفن، دلهي، ثم حصل على درجة الماجستير في القانون المدني في سانت إدموند هول، أكسفورد، جامعة أكسفورد.  كما عمل محاضرًا في القانون في كلية ترينيتي بأكسفورد.

## الحياة السياسية
بدأ سلمان حياته السياسية كضابط في مهمة خاصة في مكتب رئيس الوزراء الهندي، خلال رئاسة وزراء إنديرا غاندي في أوائل الثمانينيات. في وقت لاحق أصبح نائب وزير التجارة في حكومة الهند. في عام 1991، فاز في انتخابات البرلمان عن دائرة فاروخاباد لوك سابها في أوتار براديش وعينه رئيس الوزراء ناراسيمها راو وزيراً للدولة للشؤون الخارجية. خسر انتخابات عام 1996 ولم يعد إلى مجلس النواب حتى عام 2009.
في الانتخابات العامة لعام 2009، تم انتخابه نائباً في البرلمان عن فاروخاباد، وفاز كمرشح عن المؤتمر الوطني الهندي، بأغلبية 169351 صوتًا. أصبح وزير الدولة الاتحادي (بمهام مستقلة) لشؤون الشركات وشؤون الأقليات في حكومة الهند. تولى مهامه كوزير يوم الجمعة 29/5/2009. في التعديل الوزاري في 12 يوليو 2011، تم تعيينه وزيرا للقانون والعدل وشؤون الأقليات في حكومة الهند. كان أحد تلاميذه، زيشان برويز، منسق دائرته الانتخابية في الانتخابات العامة في فاروخاباد في عام 2010.
جاء في المركز الرابع في الانتخابات وخسر في انتخابات لوك سابها 2014. في الانتخابات البرلمانية اللاحقه (2019)، حصل على المركز الثالث بأغلبية 55258 صوتًا. حصل على 5.51٪ فقط من مجموع الأصوات التي شملها الاستطلاع وخسر مرة أخرى.

## المكاتب السياسية
لقد كان رئيس لجنة الكونغرس في ولاية أوتار براديش مرتين. وكان أيضًا رئيسًا لجمعية المدارس العامة في دلهي ودائرة الدراسة للدكتور ذاكر حسين التابع لصندوق الأم تيريزا التذكاري / مؤسسة الأم تيريزا.

## اراء سياسية
ظهر سلمان خورشيد في حركة الطلاب الإسلامية في الهند، وهي جماعة محظورة في الهند وكثيراً ما تتهمها السلطات الهندية بالقيام بأنشطة إرهابية، بصفته محامي الدفاع عنها، مستأنفًا على حظر عام 2002 ؛ في يونيو / حزيران 2006، رفضت المحكمة العليا في الهند الاستئناف مشيرة إلى أنه «يجب تقديم الطعن ضد الحظر أولاً أمام المحكمة المنشأة للأغراض». وردا على سؤال حول مظهره قال خورشيد:
لن أرفض العميل إلا عندما أكون مقتنعًا شخصيًا بأن تناول القضية سيتعارض مع أخلاقيات المهنة. يجب أن يمثل المحامي نيابة عن المتهم. إنه واجبي الدستوري. لا يمكن للحزب والحكومة أيضًا الحكم مسبقًا على منظمة.

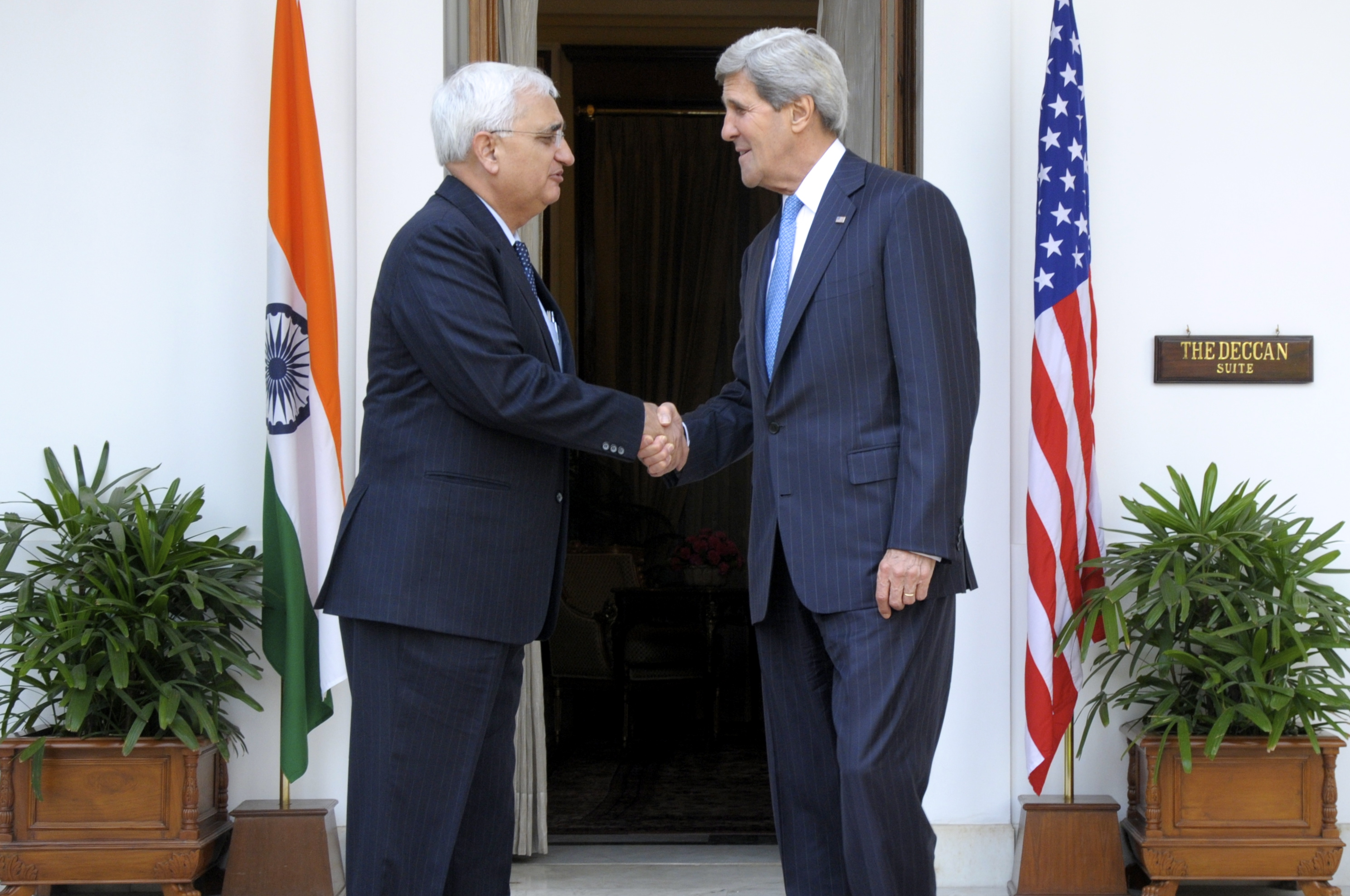
خورشيد مع جون كيري ، وزير الخارجية ، الولايات المتحدة في عام 2013، خلال فترة عمله وزيراً للشؤون الخارجية

في عام 2009، انتقد سلمان خورشيد تقسيم الهند، معتبرًا أن الهند الموحدة ستكون أفضل من تقسيم الهند.
في عام 2009، فاز الرئيس الحالي سراج الدين قريشي على سلمان خورشيد لرئاسة المركز الثقافي الإسلامي في الهند. كانت الحملة من أجل الانتخابات مكثفة للغاية والتي أصبحت بارزة مع دخول خورشيد في المعركة.

## كتابات
شارك خورشيد في الكتابة والتمثيل في المسرحيات منذ أيام دراسته في دلهي وأكسفورد. وهو مؤلف مسرحية «أبناء بابور» التي نشرتها شركة Rupa & Co والتي تم عرضها مع توم ألتر في دور البطولة في القلعة الحمراء في دلهي.
سلمان خورشيد هو أيضًا محرر «المحافظ المعاصر: كتابات مختارة لديرين بهاجت»  نُشر في عام 1990.